# Shorttrack-Europameisterschaften 2015
Die Shorttrack-Europameisterschaften 2015 waren die 19. Auflage der Shorttrack-Europameisterschaften und fanden vom 23. bis zum 25. Januar 2015 im Sportboulevard Dordrecht in der niederländischen Stadt Dordrecht statt. Ausrichter war die Internationale Eislaufunion (ISU).
Insgesamt wurden vier Europameistertitel vergeben, jeweils einer im Mehrkampf und in der Staffel an Männer und Frauen. Um den Mehrkampfeuropameister zu ermitteln, bestritten die Athleten Wettkämpfe über die drei Distanzen 500 m, 1000 m und 1500 m. Die acht in der Mehrkampfwertung bestplatzierten Athleten nach diesen drei Strecken traten dann im 3000-m-Superfinale an.
Bei den Frauen gewann Elise Christie ihren ersten Mehrkampftitel, sie siegte auch über 500 und 1500 Meter. Silber gewann Sofja Proswirnowa, Bronze Patrycja Maliszewska. Bei den Männern gewann Sjinkie Knegt den Mehrkampftitel sowie die Einzelstrecken über 1000 und 1500 Meter vor Wiktor Ahn und Semjon Jelistratow. Das Staffelfinale bei den Frauen gewann Russland vor der Niederlande und Ungarn, bei den Männern siegte ebenfalls Russland vor Ungarn und der Niederlande.

## Teilnehmende Nationen
Insgesamt nahmen 132 Athleten aus 28 Ländern an den Europameisterschaften teil, darunter 76 Männer und 56 Frauen.
| Teilnehmende Nationen (Frauen/Männer)                                                                                       | Teilnehmende Nationen (Frauen/Männer)                                                                       | Teilnehmende Nationen (Frauen/Männer)                                                                     | Teilnehmende Nationen (Frauen/Männer)                                                               |
| --- | --- | --- | --------------------------------------------------------------------------------------------------- |
| Belarus (5/5) Belgien (1/1) Bosnien und Herzegowina (0/2) Bulgarien (5/4) Dänemark (0/1) Deutschland (2/5) Frankreich (3/5) | Großbritannien (2/5) Israel (0/1) Italien (5/5) Kroatien (1/2) Lettland (2/3) Litauen (1/0) Luxemburg (0/1) | Niederlande (5/5) Norwegen (0/1) Österreich (1/0) Polen (5/5) Russland (5/5) Schweden (1/1) Schweiz (0/1) | Serbien (0/1) Slowakei (1/1) Spanien (0/2) Tschechien (2/0) Türkei (0/5) Ukraine (4/4) Ungarn (5/5) |

## Ergebnisse

### Frauen
| Wettbewerb             | Gold | Gold         | Silber                                                                          | Silber       | Bronze                                                                   | Bronze       |
| Wettbewerb             | Athletin | Leistung     | Athletin                                                                        | Leistung     | Athletin                                                                 | Leistung     |
| ---------------------- | --- | ------------ | ------------------------------------------------------------------------------- | ------------ | ------------------------------------------------------------------------ | ------------ |
| 500 Meter              | Elise Christie                                                                                                | 0:43,295 min | Sofja Proswirnowa                                                               | 0:43,381 min | Patrycja Maliszewska                                                     | 0:43,571 min |
| 1000 Meter             | Sofja Proswirnowa                                                                                             | 1:35,395 min | Arianna Fontana                                                                 | 1:35,536 min | Agnė Sereikaitė                                                          | 1:35,758 min |
| 1500 Meter             | Elise Christie                                                                                                | 2:42,939 min | Sofja Proswirnowa                                                               | 2:43,097 min | Veronique Pierron                                                        | 2:43,207 min |
| 3000 Meter Superfinale | Patrycja Maliszewska                                                                                          | 5:23,622 min | Elise Christie                                                                  | 5:25,949 min | Veronique Pierron                                                        | 5:27,041 min |
| 3000 Meter Staffel     | Russland Jekaterina Konstantinowa Emina Malagitsch Sofja Proswirnowa Jekaterina Strelkowa Jewgenija Sacharowa | 4:18,084 min | Niederlande Rianne de Vries Suzanne Schulting Yara van Kerkhof Lara van Ruijven | 4:18,174 min | Ungarn Sára Luca Bácskai Bernadett Heidum Petra Jászapáti Szandra Lajtos | 4:18,658 min |
| Gesamtwertung          | Elise Christie                                                                                                | 89 Punkte    | Sofja Proswirnowa                                                               | 79 Punkte    | Patrycja Maliszewska                                                     | 52 Punkte    |

### Männer
| Wettbewerb             | Gold                                                                                     | Gold         | Silber                                                                      | Silber       | Bronze                                                                                    | Bronze       |
| Wettbewerb             | Athlet                                                                                   | Leistung     | Athlet                                                                      | Leistung     | Athlet                                                                                    | Leistung     |
| ---------------------- | ---------------------------------------------------------------------------------------- | ------------ | --------------------------------------------------------------------------- | ------------ | ----------------------------------------------------------------------------------------- | ------------ |
| 500 Meter              | Wiktor Ahn                                                                               | 0:41,780 min | Sjinkie Knegt                                                               | 0:41,834 min | Semjon Jelistratow                                                                        | 0:41,935 min |
| 1000 Meter             | Sjinkie Knegt                                                                            | 1:27,775 min | Freek van der Wart                                                          | 1:27,936 min | Semjon Jelistratow                                                                        | 1:28,245 min |
| 1500 Meter             | Sjinkie Knegt                                                                            | 2:20,320 min | Semjon Jelistratow                                                          | 2:20,351 min | Daan Breeuwsma                                                                            | 2:20,580 min |
| 3000 Meter Superfinale | Vladislav Bykanov                                                                        | 4:54,151 min | Wiktor Ahn                                                                  | 5:08,812 min | Semjon Jelistratow                                                                        | 5:08,886 min |
| 5000 Meter Staffel     | Russland Wiktor Ahn Wladimir Grigorjew Semjon Jelistratow Dmitri Migunow Ruslan Sacharow | 7:04,153 min | Ungarn Csaba Burján Viktor Knoch Shaoang Liu Shaolin Sándor Liu Bence Béres | 7:04,492 min | Niederlande Daan Breeuwsma Itzhak de Laat Sjinkie Knegt Freek van der Wart Adwin Snellink | 7:04,850 min |
| Gesamtwertung          | Sjinkie Knegt                                                                            | 97 Punkte    | Wiktor Ahn                                                                  | 71 Punkte    | Semjon Jelistratow                                                                        | 60 Punkte    |

## Medaillenspiegel
| Platz  | Land           | Gold | Silber | Bronze | Gesamt |
| ------ | -------------- | ---- | ------ | ------ | ------ |
| 1      | Russland       | 2    | 2      | 1      | 5      |
| 2      | Niederlande    | 1    | 1      | 1      | 3      |
| 3      | Großbritannien | 1    | –      | –      | 1      |
| 4      | Ungarn         | –    | 1      | 1      | 2      |
| 5      | Polen          | –    | –      | 1      | 1      |
| Gesamt | Gesamt         | 4    | 4      | 4      | 12     |